# Тренд (частина якоря)

Назва частин на прикладі адміралтейського якоря

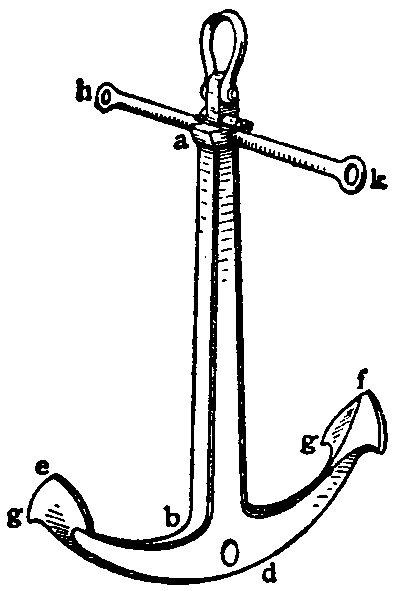
Якір Роджерса з отвором посередині тренда

Тренд — потовщена частина, якою закінчується веретено якоря. Нижню грань тренду називають «п'ятою». До тренду кріпляться два роги, які у деяких типах якорів можуть бути рухливими. Якір Роджерса (англ. Roger`s anchor) має в тренді скрізний отвір для буйрепа (троса з буєм) щоб позначати на поверхні води місце знаходження якоря. Лапи якоря Сміта (англ. Smith`s anchor) прикріплюють до кінців наскрізного болта, що вільно обертається в тренді. Кут повороту лап обмежується виступами, що упираються в тренд.
«Тренд» отримав окрему назву через технологію виготовлення. Мартенівська піч, що здатна одночасно виплавляти великі обсяги сталі, з'явилася близько 1850 року. До цього пластичне залізо (а не крихкий чавун) отримували пудлінгуванням, що дозволяло отримати шматки металевої криці вагою не більше 40—60 кг З кількох шарів такого заліза складали якір і проковували паровим молотом. Місце, де роги прикріплюють до веретена, було найвідповідальнішим — воно найважче у куванні і на нього припадають найбільші навантаження.